# Jan II. z Dražic
Jan II. z Dražic († 17. srpna 1236, patrně Praha) byl 21. pražský biskup a blízký spolupracovník českých králů, přesto je o něm velmi málo zpráv.

## Život
Pocházel z významného rodu pánů z Dražic, jeho sestra byla matkou pozdějšího biskupa Jana III. z Dražic. Roku 1212 se stal představeným kapitulní školy a od roku 1216 kancléřem kapituly při chrámu svatého Víta v Praze. Když roku 1226 v Římě zemřel biskup Budilov (zvaný též Budislav, nebo Budivoj), byl přítomnými kanovníky zvolen za jeho nástupce a 19. prosince 1227 mohučským arcibiskupem Siegfriedem II. z Epštejna vysvěcen, za přítomnosti biskupů z Halberstadtu a z Rigy.
Biskup Jan podporoval premonstrátské kláštery v Teplé a v Chotěšově a pravděpodobně založil kapitulu u svatého Jiljí na Starém Městě v Praze. Zato s benediktinským klášterem v Břevnově vedl dlouhodobý spor.